# Czarnkowo (powiat stargardzki)
Czarnkowo – wieś w Polsce położona w województwie zachodniopomorskim, w powiecie stargardzkim, w gminie Marianowo, położona 2,5 km na południowy zachód od Marianowa (siedziby gminy) i 13 km na północny wschód od Stargardu (siedziby powiatu).
Według danych z 2011 roku wieś liczyła 129 mieszkańców.
W latach 1975–1998 miejscowość należała administracyjnie do województwa szczecińskiego.
Zobacz też: Czarnkowo, Czarnków